# أورينت (شركة ساعات)
أورينت للساعات (باليابانية: オリエント時計株式会社)(بالإنجليزية: Oriento Tokei Kabushiki-gaisha) هي شركة تصنيع ساعات يابانية تأسست كشركة مستقلة في عام 1950، وأصبحت شركة فرعية وظيفية لشركة إبسون في عام 2009 قبل أن يتم دمجها بالكامل في الشركة في عام 2017.
حتى أن يتم استيعابها في شركة إبسون، قامت شركة أورينت للساعات في المقام الأول بتسويق الساعات الميكانيكية (ذاتية الملء والملء اليدوي )، ولكنها أنتجت أيضًا نماذج كوارتز، تعمل بالطاقة الضوئية (الطاقة الشمسية) ونماذج يتحكم فيها عن طريق الراديو. خارج نطاق العمل الرئيسي، أنتجت الشركة بعض الأجزاء المتحركة والمكونات الإلكترونية التي تم تجميعها بعد ذلك في أجهزة سايكو إبسون الإلكترونية.
حاليًا، تقوم شركة اكيتا ابسون (المعروفة رسميًا بالانجليزية باسم: Akita Orient Precision Instruments Co., Ltd.)، وهي إحدى شركات مجموعة إبسون، بتصنيع جميع حركات أورينت داخل الشركة في يوزاوا، أكيتا، اليابان.